# Лондонский университет
Ло́ндонский университе́т (англ. University of London; неформ. London University, сокр. Lond. или, реже, Londin) — британский государственный исследовательский университет, второй по числу студентов в Великобритании.

## История и деятельность
Учреждён в 1836 году и имеет сложную структуру, включающую 18 колледжей и 11 институтов: Лондонская школа бизнеса, Лондонская школа экономики и политических наук, Университетский колледж Лондона, королевский колледж Лондона и ряда центральных органов. Академический университет является второй по величине медицинской школой в Лондоне. Оспаривает звание третьего (по старшинству) университета Англии у университета в Дареме. В 1900 году Лондонский университет перешёл в федеральную структуру.
Университетский колледж Лондона (University College London) был основан под названием «Лондонский университет» в 1826 году, в качестве светской альтернативы религиозным университетам Оксфорда и Кембриджа.
Наиболее престижный технологический колледж — Имперский колледж Лондона — выделился в самостоятельный университет в 2007 году.
Занятия ведутся в 160 зданиях, большая часть которых сосредоточена в лондонском районе Блумсбери. Имеется отделение в Париже.
Обучает студентов со всего мира.

## Состав
В состав Лондонского университета входят такие учебные заведения, как:
1. Биркбек (Birkbeck, University of London)
2. Голдсмитс (Goldsmiths, University of London)
3. Королевский колледж Лондона (King’s College London)
4. Лондонский городской университет (City, University of London)
5. Лондонская школа бизнеса (London Business School)
6. Лондонский университет королевы Марии (Queen Mary University of London)
7. Университетский колледж Лондона (University College London, UCL)
8. Royal Holloway, University of London
9. Школа восточных и африканских исследований (School of Oriental and African Studies)
10. St George’s Hospital Medical School